# 湖南弗蛛
湖南弗蛛（学名：Floronia hunanensis）为皿蛛科弗蛛属的动物。在中国大陆，分布于湖南等地。该物种的模式产地在湖南。其种加词“hunanensis”意为“湖南的”。